# Дніпровське (Кам'янський район)
Дніпро́вське — селище Кам'янського району Дніпропетровської області. Входить до складу Верхньодніпровської міської громади. Населення станом на 2017 рік становило 5639 осіб.

## Розташування
Селище Дніпровське розташоване у північно-західній частині області на правому березі Кам'янського водосховища. Береги Дніпра у цьому місті високі, висота над рівнем моря у селищі від 65 (біля берега Дніпра) до 130 метрів у південній частині. Сусідні населені пункти: смт. Аули Криничанського району на схід, Новомиколаївка — на південь.

## Історія та підпорядкування
Селище виникло у 1951 році, як поселення робітників, які будували крохмале-патоковий комбінат.
У 1932—1933 роках Дніпропетровський інститут кукурудзи обґрунтував доцільність будівництва крохмалопаточного комбінату у Верхньодніпровському районі. Постанова Ради Міністрів від 1951 року, підписана І. В. Сталіним, дозволила швидкому будівництву комбінату. Крохмалепатоковий комбінат став до ладу в 1960 році
З розширенням виробництва на комбінаті збільшувалось населення селища.
19 березня 1957 року поселенню присвоєно найменування Дніпровське та надано статус селища міського типу.
12 червня 2020 року Кабінетом Міністрів України було прийняте розпорядження за номером 709-р, згідно з яким Дніпровську селищну раду Верхньодніпровського району Дніпропетровської області було приєднано до новоствореної Верхньодніпровської міської об'єднаної територіальної громади. У жовтні того ж року в смт. Дніпровському було проведено перші місцеві вибори.

## Населення

### Мова
Розподіл населення за рідною мовою за даними перепису 2001 року:
| Мова            | Кількість | Відсоток |
| --------------- | --------- | -------- |
| українська      | 4977      | 85.68%   |
| російська       | 802       | 13.80%   |
| білоруська      | 13        | 0.22%    |
| вірменська      | 4         | 0.07%    |
| румунська       | 1         | 0.02%    |
| болгарська      | 1         | 0.02%    |
| гагаузька       | 1         | 0.02%    |
| польська        | 1         | 0.02%    |
| інші/не вказали | 9         | 0.15%    |
| Усього          | 5809      | 100%     |

## Промисловість
- Головним підприємством селища є ПрАТ «Дніпровський крохмалепатоковий комбінат»[3], введений в дію 1960 року. Більшість зайнятого населення селища працює на ньому. Сировиною для роботи комбінату є кукурудза. Виробляє патоку, крохмаль, кукурудзяний корм, глютен, кукурудзяну олію.

- ТОВ «НПП Lycored Ukraine».

- ТОВ «Днепровская Лтд».

## Транспортне сполучення
Вантажні потреби крохмале-патокового комбінату обслуговує залізнична станція Дніпровська. Найближча пасажирська станція — Верхньодніпровськ за 8 км.
Селище поєднане дорогами місцевого значення з районним центром, сусідніми селищем Новомиколаївка та селищем Аули.

## Освіта, медицина, культура
У Дніпровському є середня загальноосвітня школа, два дошкільних навчальних заклади (ДНЗ № 1 «Струмочок» та ДНЗ № 2 «Дзвіночок»). Вищих навчальних закладів немає. Функціонує структурний підрозділ <<КНП "Верхньодніпровський центр первинної медико-санітарної  допомоги" ВМР>> - Дніпровська амбулаторія загальної практики сімейної медицини. Заклади культури і спорту  — <<КЗ "Дніпровський палац культури" ВМР>>,<<КЗ "Мистецька школа смт. Дніпровське" ВМР>>, <<КЗ "Дніпровська селищна бібліотека" ВМР>>,<<КУ "Спортивний комплекс <<Дніпровець>>" ВМР>>.

## Пам'ятки
- Братська могила радянських воїнів, де похований Герой Радянського Союзу — Семенов Андрій Данилович.